# Süleýman Muhadow
Süleýman Muhadow (ur. 24 grudnia 1993 w Aszchabadzie) – turkmeński piłkarz grający na pozycji napastnika. Od 2018 roku jest zawodnikiem klubu Ahal FK.

## Kariera piłkarska
Swoją karierę piłkarską Muhadow rozpoczął w klubie HTTU Aszchabad, w którym w 2012 roku zadebiutował w pierwszej lidze turkmeńskiej. W sezonie 2013 wywalczył z nim pierwsze w karierze mistrzostwo kraju.
W 2015 roku Muhadow przeszedł do Altyn Asyr Aszchabad. W latach 2015–2017 trzykrotnie z rzędu wywalczył tytuł mistrza Turkmenistanu. Zdobył też krajowy puchar w latach 2015 i 2016.
W 2018 roku Muhadow trafił do Ahal FK, z którym wywalczył wicemistrzostwo kraju.

## Kariera reprezentacyjna
W reprezentacji Turkmenistanu Muhadow zadebiutował 24 października 2012 w wygranym 1:0 towarzyskim meczu z Wietnamem. W 2019 roku powołano go do kadry na Puchar Azji.